# Abri du Gros-Bois
L'abri du Gros-Bois (ou abri X 1) est une des fortifications de la ligne Maginot, située au sud-ouest de la commune de Rochonvillers, dans le département de la Moselle. L'abri se trouve à l'extrémité sud du bois du même nom, tandis que la casemate C35 se trouve à l'extrémité nord.

## Description
Il s'agit d'un abri CORF (du nom de la Commission d'organisation des régions fortifiées), du type abri de surface (l'autre modèle étant l'abri-caverne), soit un gros monolithe de 60 sur 24 mètres en béton armé avec deux étages à l'intérieur. Sa surface est d'environ 3 000 m2.

### Position
L'abri du Gros-Bois (code X 1) se trouve à l'extrémité orientale du secteur fortifié de la Crusnes, juste à la limite avec le secteur fortifié de Thionville. Comme la majorité des abris d'intervalle, il est légèrement en arrière de la « ligne principale de résistance », juste au sud de la casemate du Gros-Bois (C 35), sous la protection des tourelles d'artillerie des ouvrages de Bréhain (A 6) à l'ouest et de Rochonvillers (A 8) à l'est.
C'est le seul abri CORF (du nom de la Commission d'organisation des régions fortifiées) du secteur fortifié de la Crusnes, la construction des 24 autres abris prévus ayant été reportée faute d'argent et jamais réalisée. Des abris bien moins solides furent finalement construits dans le secteur par les soldats pendant la période de la drôle de guerre (septembre 1939 à mai 1940), avec de la tôle ondulée et du ciment le tout recouvert de terre (abris modèle MOM : main-d'œuvre militaire).

### Équipement
L’abri est équipé de deux cloches GFM (« guetteur fusil mitrailleur ») sur l’avant de la superstructure, de trois créneaux de tir pour fusil-mitrailleur (FM) de 7,5 mm en façade et de goulottes lance-grenade pour sa défense rapprochée. Le fossé diamant le long de la façade sert à récupérer les débris de béton en cas de bombardement. L’accès se fait par deux portes blindées et étanches (aux gaz). L'ensemble était ceinturé d'un réseau de barbelés.
L’intérieur comporte deux étages et compte six chambres de soldats (la sixième est coupée en deux par un mur), soit de quoi loger 132 hommes, six chambres de sous-officiers (pour douze hommes) et une chambre pour deux officiers et des lavabos. Un réseau d’aération sert à ventiler les pièces. Le chauffage est assuré par une chaudière fournissant de l’eau chaude circulant dans le circuit de ventilation (pulsant ainsi de l’air chaud).

#### Étage supérieur

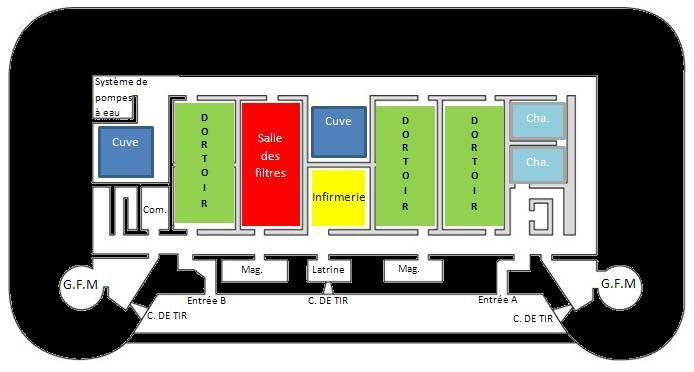
Plan de l'étage supérieur.

L'étage au niveau des entrées est aménagé avec trois des six grandes chambrées, une salle des filtres (dite « salle de neutralisation ») avec une batterie de filtres à air (chacun pesant 230 kg) en cas d’alerte aux gaz, des latrines, une infirmerie, des cuves d'eau, deux magasins et les puits d'accès aux cloches GFM.

#### Étage inférieur

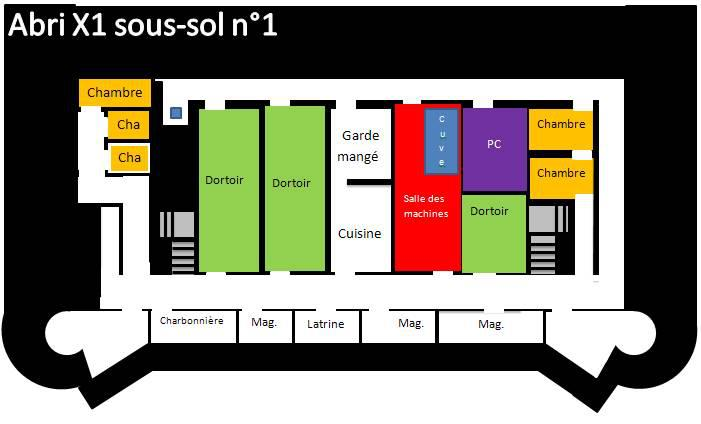
Plan de l'étage inférieur.

L'étage en sous-sol abrite les trois autres dortoirs, la salle des machines (avec deux groupes électrogènes), une cuisine, une réserve de charbon (pour le fourneau), des réserves de vivres (pour quinze jours), des citernes d’eau et de gazole (pour le refroidissement et l'alimentation des moteurs diesel), des latrines, un puits et le PC de communication (avec poste TSF).
L’abri comporte un égout visitable, chose rare pour ce type d’ouvrage, accessible après le passage par deux portes blindées, se dirigeant vers le sud et muré avec une grille au bout de 594 mètres.

### Fonctions
L'abri d'intervalle du Gros-Bois était destiné à abriter le poste de commandement du quartier (auquel est affecté un bataillon d'infanterie), subdivision du sous-secteur d'Aumetz du secteur fortifié de la Crusnes. Il servait aussi d'abri pour deux sections d'infanterie, assurant ainsi la protection des troupes d'intervalle en arrière de la ligne principale de résistance.

## Histoire

### Entre-deux-guerres
L'abri fait partie des travaux de la seconde tranche du programme de fortifications de 1929, visant notamment à étendre la région fortifiée de Metz vers l'ouest. Le budget est débloqué en 1930, permettant le début des travaux en 1931.

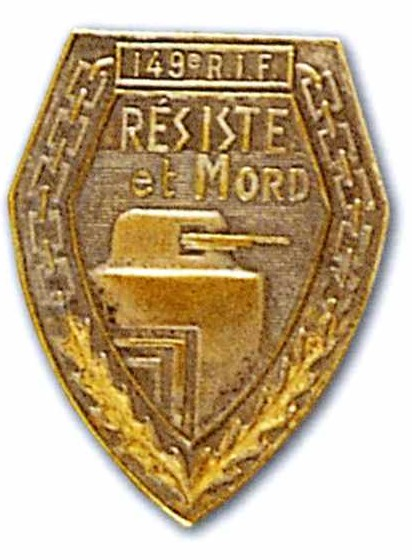
Insigne du RIF.

En temps de paix, les ouvrages, casemates et abris ne sont pas occupés : les troupes d'active stationnent dans les « casernements de sûreté » (des grandes casernes), avec des détachements dans les « casernements légers de proximité » juste à côté des ouvrages, prêts à les occuper en cas d'alerte. Dans le cas du sous-secteur d'Aumetz (auquel appartient l'abri du Gros-Bois), l'unité de temps de paix est le premier bataillon du 149e régiment d'infanterie de forteresse, la caserne était celle de Ludelange sur la commune de Tressange et le casernement léger était juste à côté (soubassements en dur avec structures en bois).
La première alerte et donc la première occupation des locaux (en dehors des exercices) a lieu de mars à avril 1936 (remilitarisation de la Rhénanie), suivi par celles de mars à mai 1938 (Anschluss), de septembre à octobre 1938 (crise des Sudètes, avec mobilisation partielle) et à partir du 21 août 1939 (crise polonaise, avec mobilisation partielle à partir du 24 août, puis mobilisation générale à partir du 2 septembre).

### Campagne de 1940

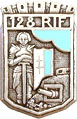
Insigne du RIF.

Juste avant le début de la Seconde Guerre mondiale (la déclaration de guerre est faite le 3 septembre 1939), le bataillon d'active responsable du sous-secteur se transforme le 22 août en régiment (grâce au rappel des réservistes), créant ainsi le 128e régiment d'infanterie de forteresse. Ce régiment obéit à partir de mars 1940 au 42e corps d'armée de forteresse, dépendant lui-même de la 3e armée. Le secteur est calme jusqu'au 10 mai 1940, car limitrophe avec le Luxembourg et non l'Allemagne.
Les troupes d'intervalle, menacées d'encerclement par les forces allemandes arrivant de l'Ouest, reçoivent l'ordre de quitter leur position et de marcher vers le sud à partir du 13 juin 1940. Le 128e RIF abandonne donc ses blockhaus, points d'appui et abris (seuls les équipages des casemates et ouvrages restent sur place) pour faire partie du « groupement de Fleurian », avec ordre de marcher par Conflans et Briey pour se positionner le long du canal de la Marne au Rhin à hauteur de Toul. Attaquée par les Allemands à Barisey-la-Côte le 20, puis encerclé près de Crépey, le régiment se rend le 22 juin. Les équipages laissés en arrière se rendent le 27 juin, livrant en état les ouvrages, casemates et l'abri aux Allemands.

### État actuel

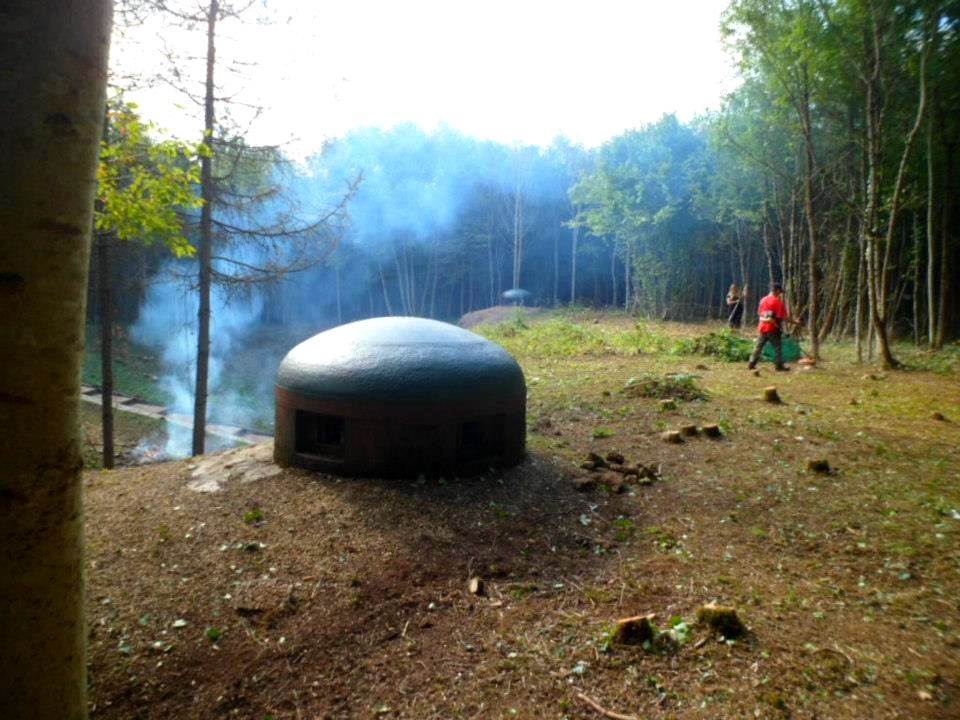
Travaux de déboisage autour des cloches.

Propriété de la commune de Rochonvillers, l'abri a été mis à disposition de l'association « La Lorraine à travers les siècles sous convention. Il est depuis novembre 2011 en cours de restauration dans le but d'en faire un musée,. Les travaux portent sur la réinstallation de l'électricité, l'entretien des tables et bancs métalliques, la peinture intérieure et extérieure, le démoussage de la façade, le défrichement des abords, l'aménagement du chemin, peinture...

#### Association
- « Site de l'association « La Lorraine à travers les siècles » »(Archive.org • Wikiwix • Archive.is • Google • Que faire ?), sur abrix1lalorraineatraverslessiecles.e-monsite.com.

#### Descriptions et photos
- « Abri du Gros Bois (X1) », sur Mablehome.
- « L'abri du Gros-Bois », sur alsacemaginot.com.
- « X1 (abri du Gros Bois) », sur maginot.fortiff.be.
- « Abri X1 », sur explorationurbaine.com.